# Mošovce
Mošovce (węg. Mosóc) – wieś (obec) w powiecie Turčianske Teplice, w historycznym regionie Turiec na Słowacji. Położona jest u podnóży Wielkiej Fatry, we wschodniej części Kotliny Turczańskiej.
Jest jedną z największych miejscowości Kotliny Turczańskiej, przypominającą swym charakterem raczej niewielkie miasteczko niż tradycyjną wieś. Jest również jednym z najstarszych punktów osadniczych, a do początku XX w. jednym z głównych ośrodków gospodarczych i oświatowych Kotliny Turczańskiej.

## Historia
Historia Mošoviec sięga blisko 3 tysięcy lat wstecz. Z terenu wsi (ale dziś nie wiadomo już dokładnie skąd) pochodzą znaleziska z końca epoki brązu (brązowe siekierki i naramienniki) oraz monety rzymskie. Pierwsza wzmianka pisana o Mošovcach pochodzi z 1233 roku od króla Andrzeja II. Nazwa miejscowości pochodzi od dawniejszego Mojžišovce, czyli Mojżeszowce.
Początkowo Mošovce tworzyły dwie osady: pierwsza, Machyuch, znajdowała się na obszarze dzisiejszego miasteczka (Stary Rad, 1233), natomiast druga, Terra Moys (1277), od której pochodzi współczesna nazwa miejscowości, leżała w miejscu obecnego Vidrmochu.
To właśnie nazwa drugiej osady, oznaczająca dosłownie „ziemia Mojša” pozwala wnioskować, że cała wioska należała niegdyś do niejakiego pana Mojša, którego imię było prawdopodobnie skrótem słowiańskiego imienia Mojtech, podobnego do współczesnych imion Vojtech lub Mojmir. Przez stulecia nazwa wioski podlegała częstym zmianom, począwszy od Mossovych, przez Mosocz, Mossowecz, villa regia Mayos alio nomine Mossovych, oppidioum Mayus sue Mosocz, Mosocz olim Mayus aż po dzisiejsze Mošovce.
Osobną antyczną częścią Mošoviec jest dawna osada Chornukov zachowana pod obecną nazwą Čerňakov (1252).
Na początku swojego istnienia Mošovce rozwijały się jako osada królewska, a od 1378 r., kiedy to otrzymały prawa miejskie na wzór Cieszyna, jako miasto podległe zamkowi królewskiemu w Blatnicy. W XV w. miasteczko weszło w skład „państwa” Sklabinia. W 1527 r. Mošovce dostały się pod panowanie rodziny Revay, która ograniczyła miastu przywileje na prawie 400 lat.
Pomimo niespokojnych czasów, Mošovce szybko rozwinęły się w rzemieślnicze centrum południowej części Turca. Rzemieślnicy byli zorganizowani w 15 cechów, wśród których w XVIII w. do największego znaczenia doszli kożusznicy, kuśnierze, szewcy, krawcy i płóciennicy. Najsławniejszym z nich był cech kożuszników. Najdłużej z kolei utrzymał się w mieście cech szewców.
Obecnie Mošovce są ważnym ośrodkiem turystycznym położonym w malowniczej okolicy.

## Zabytki
Jednym z najbardziej interesujących zabytków jest rokokowo-klasycystyczny kasztel z drugiej połowy XVIII w. znajdujący się w ogromnym parku w stylu angielskim. Godnymi uwagi miejscami są także rodzinny dom Jana Kollara, neogotycki kościół katolicki z cennym ołtarzem wybudowany w miejscu starego kościoła parafialnego, kościół ewangelicki z 1784 roku, muzeum rzemiosła, art nouveau cieplarnia oraz pawilon z 1800 roku.

## Przyroda
Okolice Mošoviec charakteryzują się wyjątkowym pięknem. Kompleks historycznych alejek wśród zieleni tworzy estetyczny i imponujący krajobraz znakomicie wkomponowany w lesiste tereny u podnóży gór Wielka Fatra. To pasmo górskie należy do najatrakcyjniejszych na Słowacji. Fantastyczne kształty z wapieni i dolomitów oraz malowniczy krajobraz Doliny Blatnickiej i Doliny Gaderskiej przyciągają turystów ze wszystkich zakątków świata.

## Kultura i tradycje
Osoby związane z Mošovcami:
- Júr Tesák Mošovský (ok. 1545-1617), utrakwistyczny duchowny w Czechach i barokowy dramatopisarz;
- Ján Kollár (1793-1852), luterański kapłan, romantyczny poeta i propagator popularnej w owym czasie ideologii kulturowej wspólnoty Słowian (panslawizmu);
- Miloslav Schmidt (1881-1934), piekarz, działacz społeczny, organizator ochotniczej straży pożarnej na Słowacji.
- Frico Kafenda (1883-1963), kompozytor;
- Štefan Krčméry (1892-1955), krytyk literacki, historyk i poeta;
- Anna Lacková-Zora (1899-1988), pisarka.
- Alexander Horváth (1938-2022), piłkarz
- Izák Abrahamides (1557-1621), duchowny protestancki i pisarz, przodujący przedstawiciel słowackiej reformacji – pracował na wsi.
- Michal Miloslav Hodža (1811-1870), działacz słowackiego przebudzenia narodowego, pisarz, językoznawca, duchowny ewangelicki – uczył się na wsi.

## Współpraca partnerska
Partnerskie gminy w Polsce to:
- Kozy
- Dwikozy

## Galeria

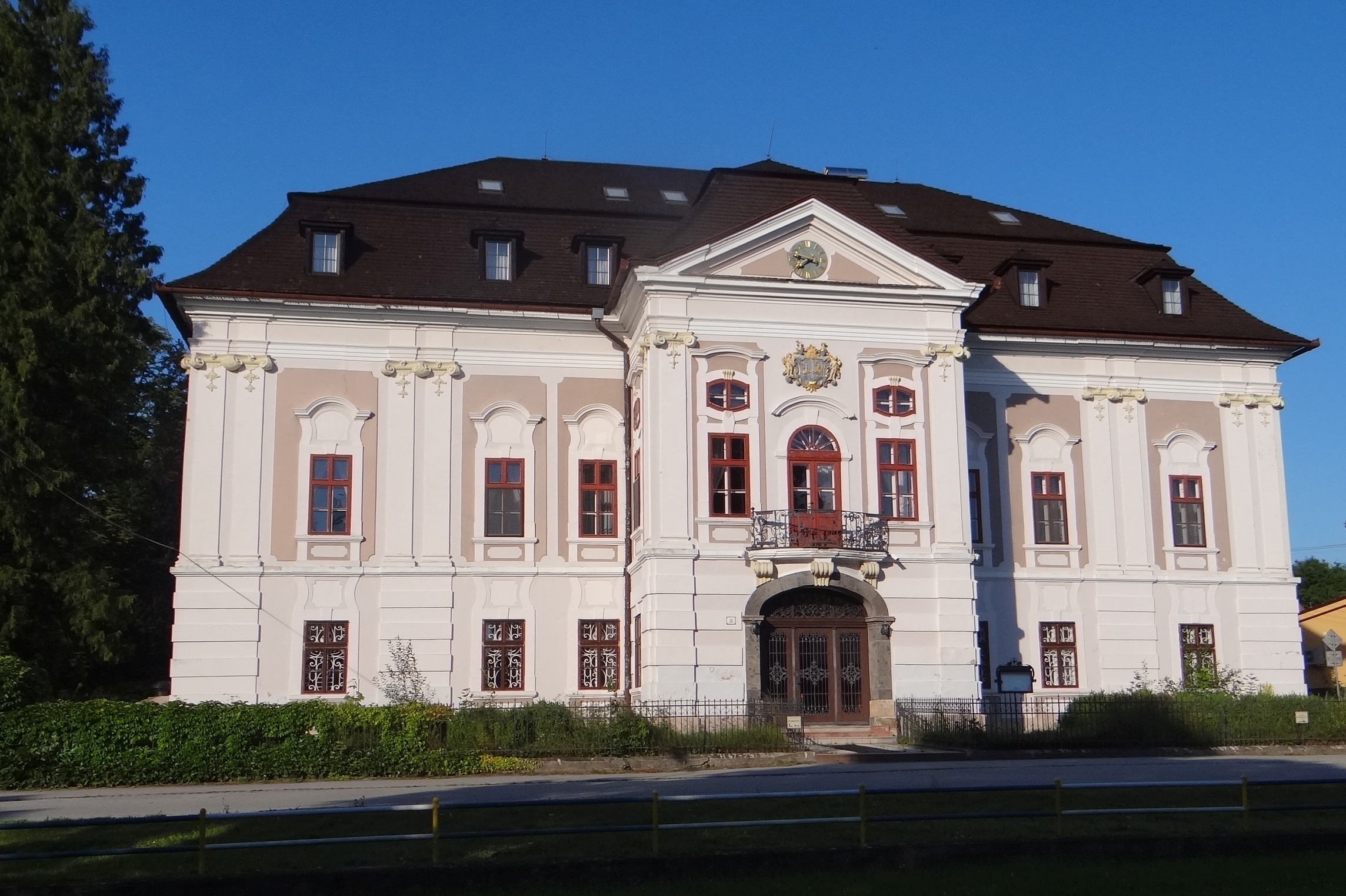
Rokokowo-klasycystyczny kasztel w Mošovcach
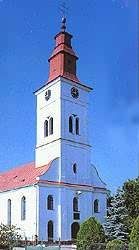
Kościół ewangelicki w Mošovcach
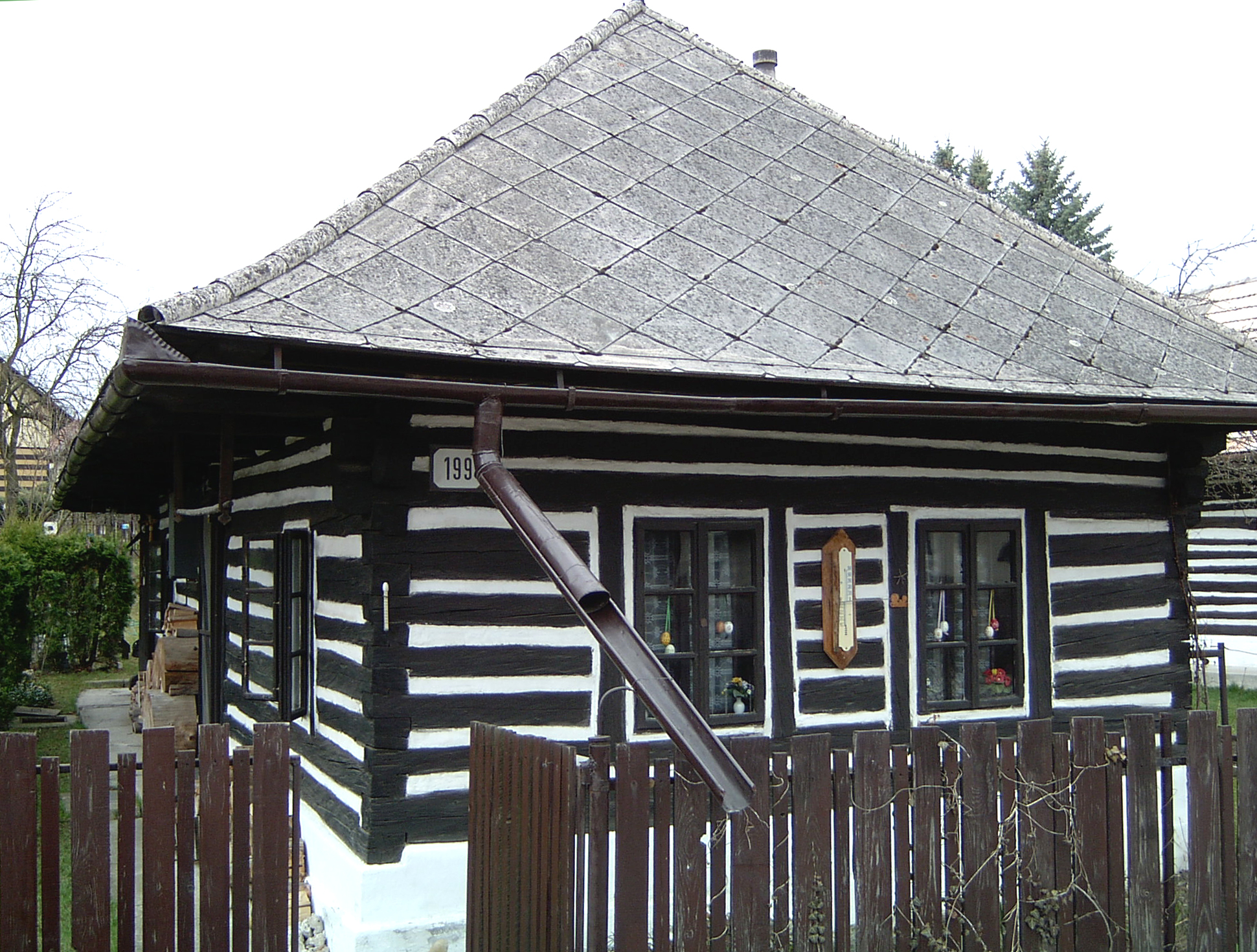
Oryginalny drewniany fdom
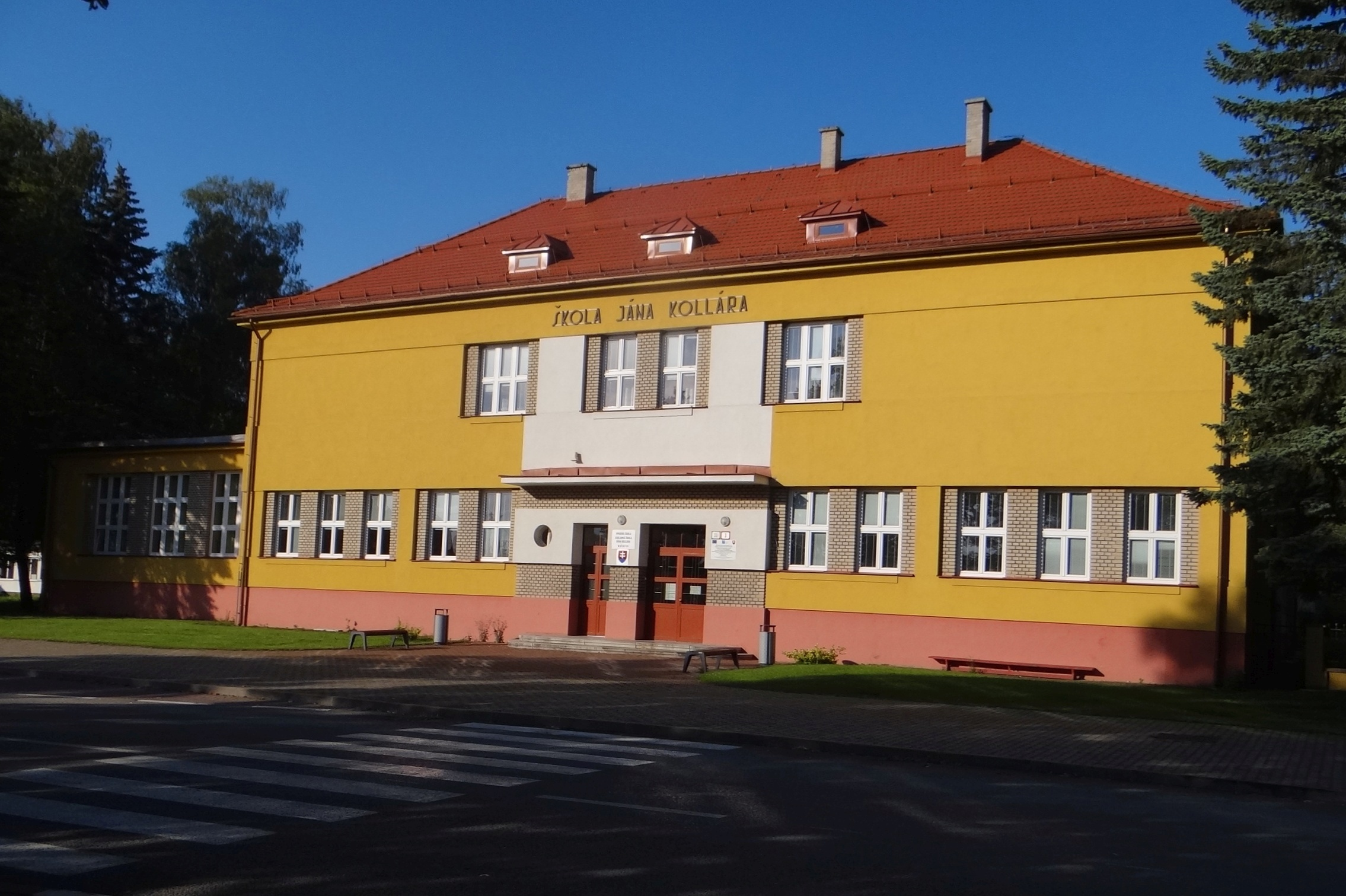
Szkoła im. Jana Kollara
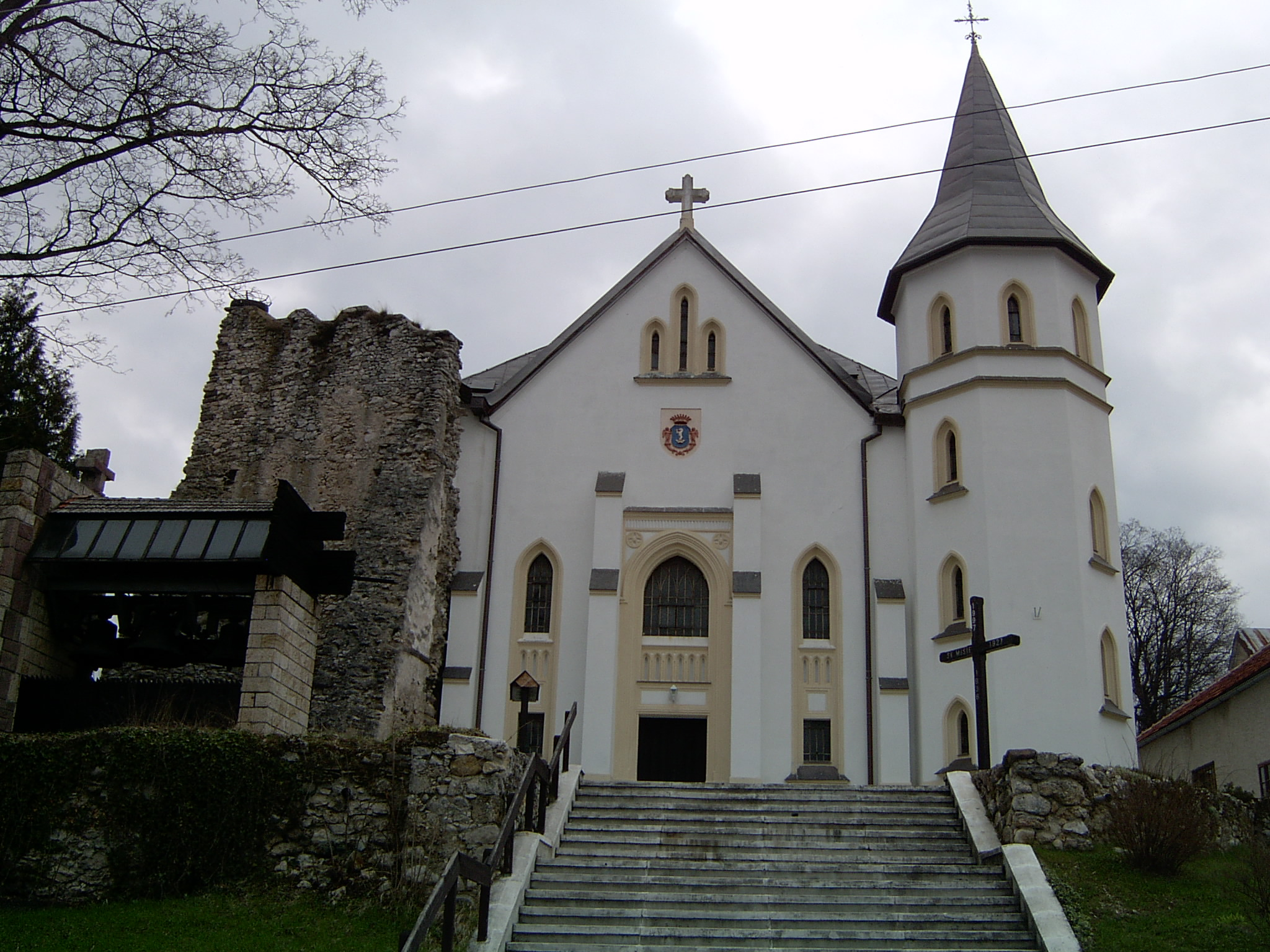
Kościół katolicki w Mošovcach
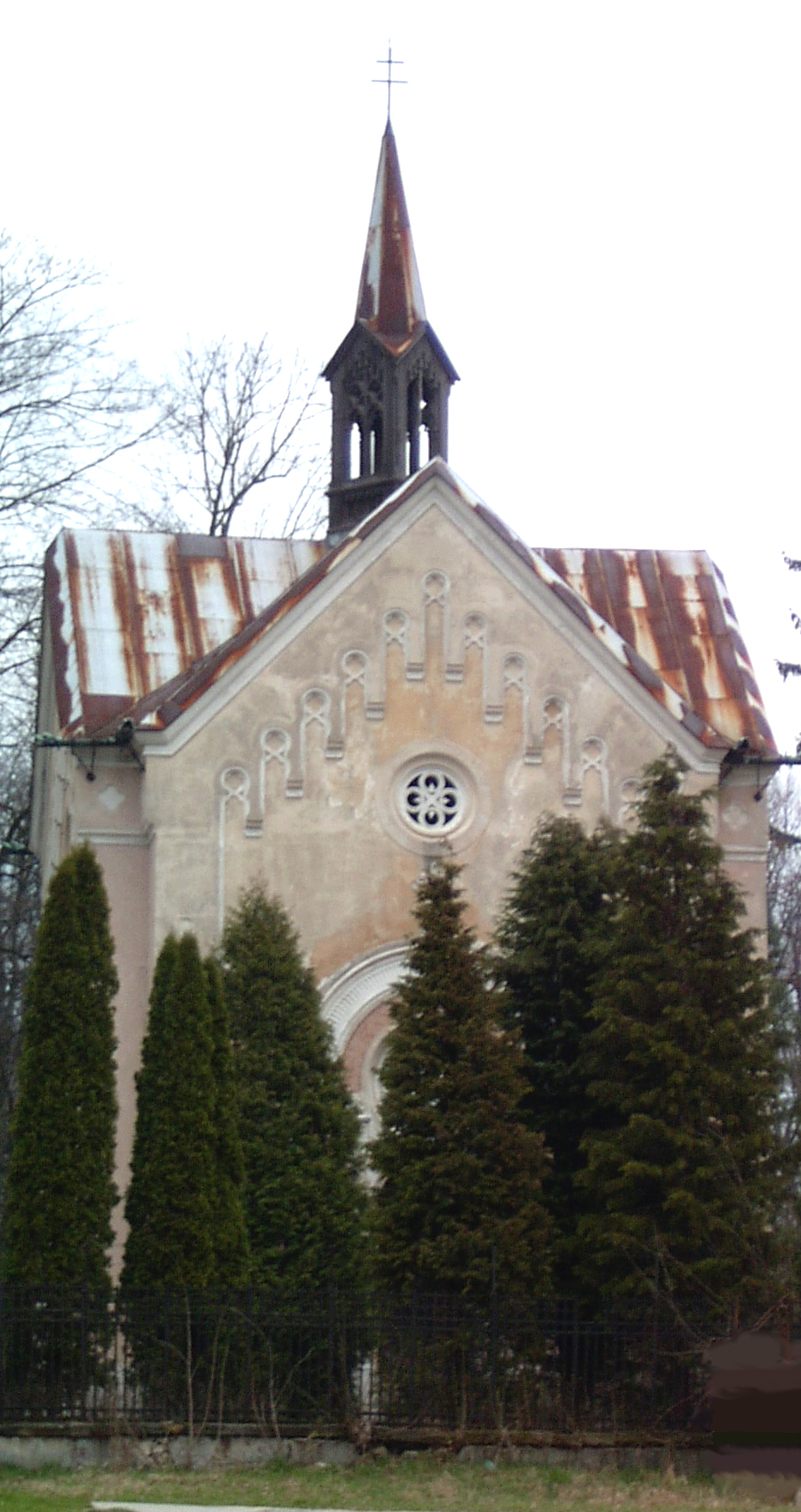
Neogotycka kaplica, mauzoleum, obecnie muzeum w Mošovcach
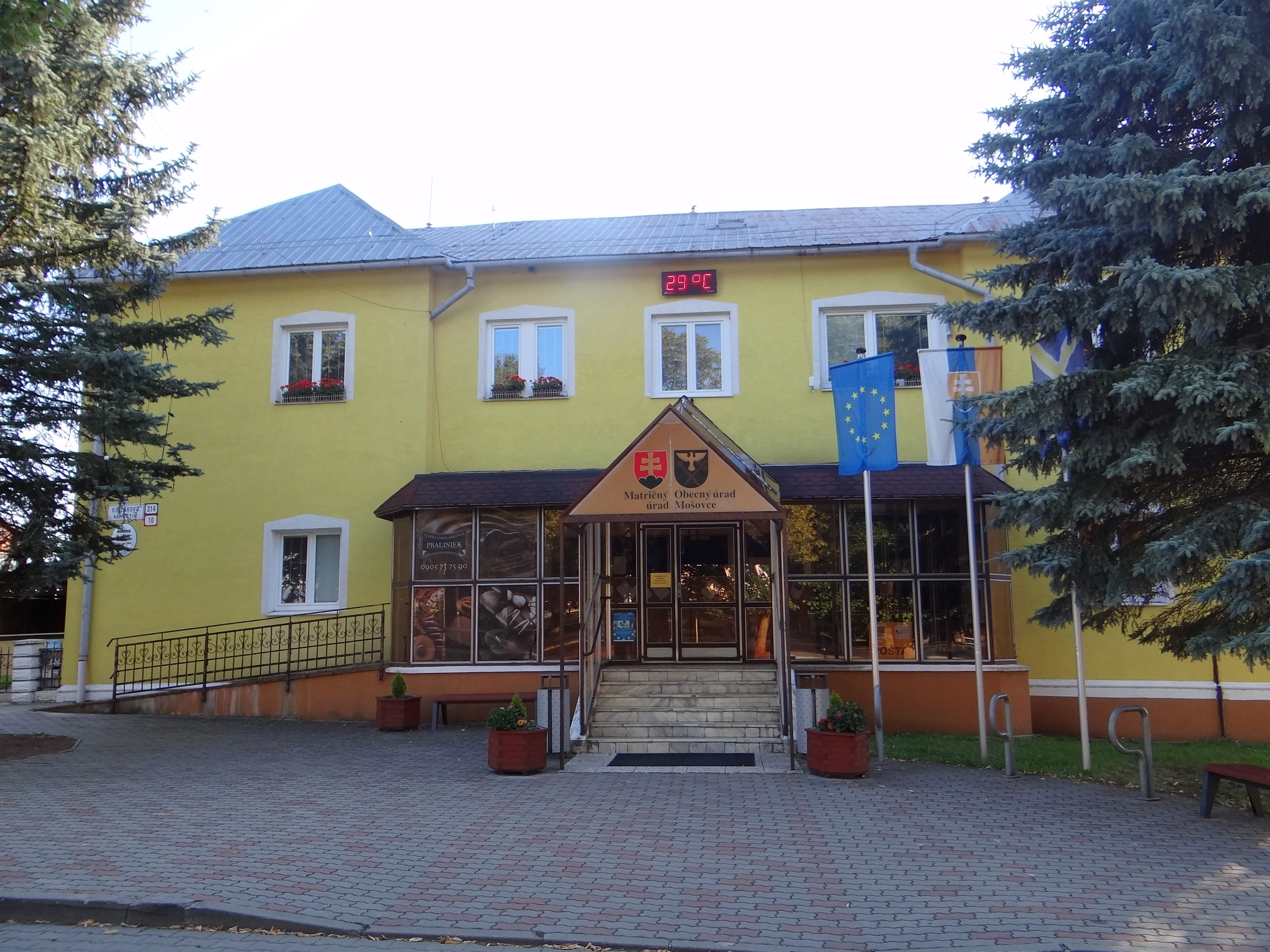
Budynek urzędu gminy
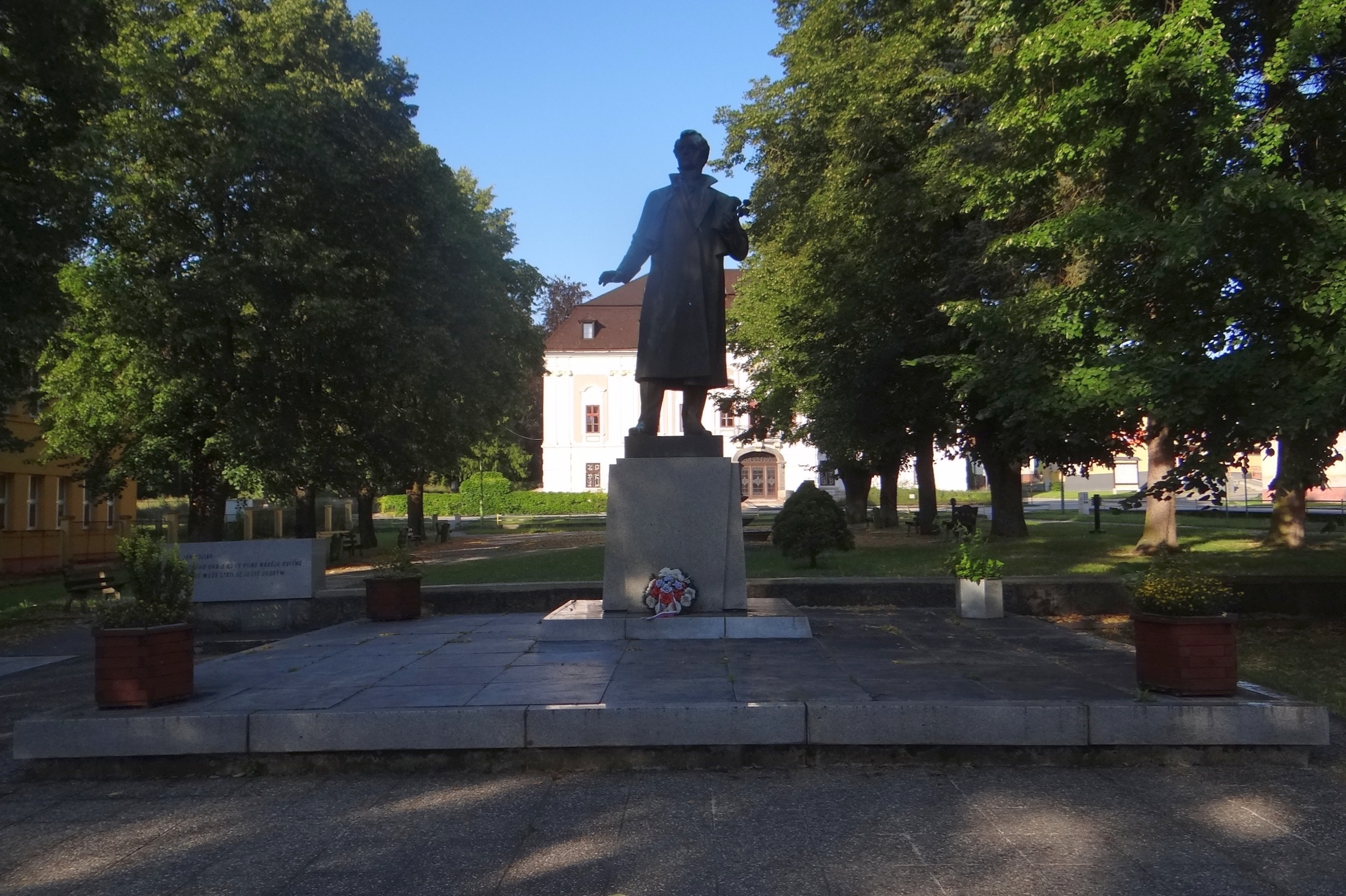
Pomnik Jana Kollara
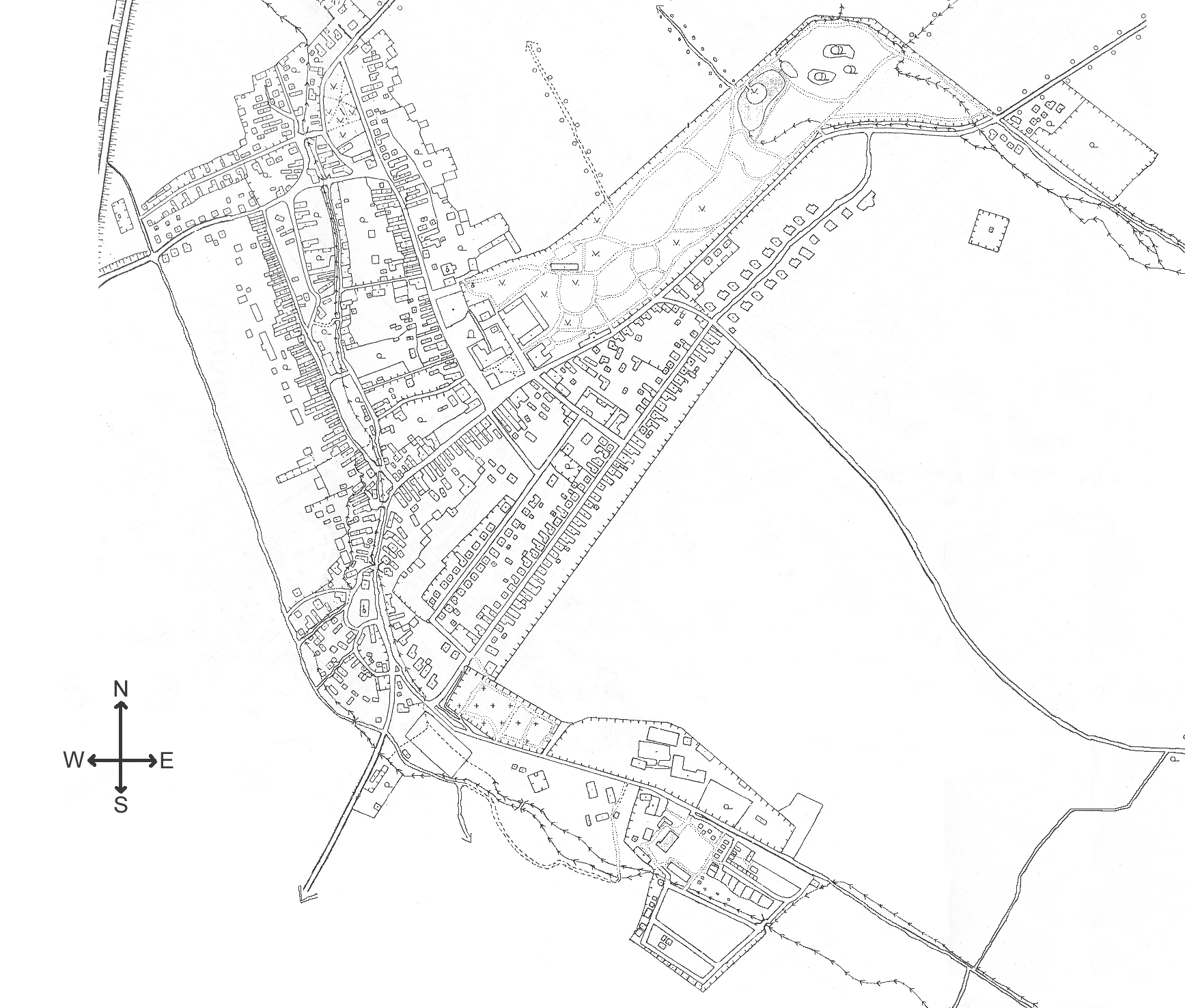
Mapa wsi